# Harald Christensen (cykelrytter)
 For alternative betydninger, se Harald Christensen. (Se også artikler, som begynder med Harald Christensen)
Harald Christensen (født 9. april 1907 i Kolding, død 27. november 1994 i København) var en dansk cykelrytter, som deltog i de olympiske lege 1932 i Los Angeles.

## Ophav
Harald Christensen var ifølge kirkebogen født på Låsbygade 82, søn af typograf Hans Carl Christensen og Marie Amalie Madsen, som boede i Kolding og var blevet gift her i marts 1899.

## Cykelkarriere
Christensen stillede op i banecykling ved OL 1932 i Los Angeles i 1000 m på tid og sammen med Willy Gervin i sprint på tandem. I 1000 m på tid blev han nummer syv, mens han og Gervin i tandem først vandt over et hollandsk par, men efterfølgende blev diskvalificeret for at have spærret vejen i spurten. De fik dog lov til at stille op i opsamlingsheatet, som de vandt og dermed var i semifinalen. Her tabte danskerne til franske Louis Chaillot og Maurice Perrin, som derpå vandt guld ved at finalebesejre brødrene Ernest og Stanley Chambers fra Storbritannien, mens Gervin og Christensen fik bronze som tabende semifinalister.
Efter OL var Harald Christensen en kort periode professionel cykelrytter.